# Danieł Awramowski
Danieł Awramowski lub też Daniel Avramovski (ur. 20 lutego 1995 w Skopje) – macedoński piłkarz występujący na pozycji pomocnika w tureckim klubie Boluspor oraz w reprezentacji Macedonii Północnej. 

## Kariera klubowa
Wychowanek FK Rabotniczki Skopje. W trakcie swojej kariery grał także w takich zespołach jak Makedonija, Crvena zvezda, OFK Beograd, Olimpija Lublana, Vojvodina, Vardar Skopje, Kayserispor.
W 2024 przeszedł z FK Sarajevo do tureckiego Boluspor.

## Sukcesy

### Vardar Skopje
- Król strzelców Prwa makedonska fudbałska liga (2019/2020): 10 goli
- Mistrzostwo Prwa makedonska fudbałska liga (2019/2020)